# El último romántico. El pensamiento de Mario Góngora
El último romántico. El pensamiento de Mario Góngora es un monografía del filósofo chileno Hugo Herrera, escrito en 2023, acerca de la obra de Mario Góngora del Campo, humanista e historiador chileno.

## Descripción
El último romántico analiza los aspectos capitales del pensamiento de Mario Góngora. Relata los comienzos de Góngora en el ambiente universitario y cultural chileno de los años treinta, dentro de la sección socialcristiana de la llamada Generación del 38. 
Los capítulos centrales abordan el pensamiento jurídico y político gongoriano, su crítica a la era de la técnica y su pensamiento filosófico.
Las ideas jurídicas de Góngora lo acercan al pensamiento germano, especialmente de autores como Friedrich Karl von Savigny y Carl Schmitt. La reflexión política de Góngora se caracteriza por su explicitación de la tensión entre dos polos de la vida política, irreductibles entre sí: el Estado, conformador de la vida humana y nacional; y el individuo, su interioridad y libertad. 
La crítica de Góngora a la era de la técnica se nutre de sus estudios del pensamiento heideggeriano y del de Karl Jaspers. Dentro de esa crítica adquiere importancia para la historia de las ideas en Chile, la tesis de Góngora sobre la época de las planificaciones globales. Esta tesis plantea que desde la década de los sesenta el transcurso de la historia política ha sido definido por relatos de amplio alcance, omniabarcantes y abstractos. Primero, fue el relato “cepaliano” de los cientistas sociales de Eduardo Frei Montalva. Luego fue el turno del discurso marxista de Salvador Allende. Finalmente, el momento neoliberal que prevalece a poco de instalarse la dictadura de Augusto Pinochet.
La parte final del libro está dedicada a las vertientes de pensamiento filosófico que marcan la formación y las ideas de Góngora: el Romanticismo, especialmente en la obra de autores como Friedrich Schelling, Friedrich Hölderlin y Adam Müller; la Fenomenología en su versión existencialista, en particular en el último Husserl, en los ya mencionados Martin Heidegger y Karl Jaspers; el Historicismo, a partir de la consideración de Oswald Spengler y, de nuevo, Heidegger.

El exhaustivo estudio de Herrera es imprescindible para comprender el pensamiento de Góngora.
El Periodista

## Sobre el libro
- Reportaje en El Periodista sobre el libro.[7]
- Entrevista a Hugo Herrera sobre su libro.[8]
- Columna de Cristián Warnken sobre el libro.[1]
- Comentario de Kurt Scheel al libro en El Mostrador.[9]
- Entrevista de Patricio López en Radio Universidad de Chile al autor del libro.[10]
- Reportaje de Comiqueros sobre el libro.[2]
- Artículo de Paula Schmidt en El Líbero sobre el libro.[3]
- Comentario de Simón Abdala al libro en Radio Agricultura.[4]
- Comentario de Fabián Bustamante al libro.[11]
- Reportaje en Artes y Letras de El Mercurio sobre el libro.[5]